# 柳树𨟠镇
柳树𨟠镇，是中华人民共和国河北省唐山市丰南区下辖的一个乡镇级行政单位。

## 行政区划
柳树𨟠镇下辖以下地区：
柳树𨟠北村、柳树𨟠前村、柳树𨟠东村、夏新庄村、韩家𨟠村、李富庄村、廒里村、三沟村、老铺村、戟门村、刘德庄村、西河一村、西河二村和西河三村。